# Llac de Carezza
El llac de Carezza (en italià: lago di Carezza, en alemany: Karersee) és un petit llac alpí situat a l'alta vall d'Ega a 1.534 m d'altitud, al municipi de Welschnofen, a aproximadament 25 km de Bozen al Tirol del Sud. És situat al mig d'un espès bosc d'avets i sota els pendents del grup del Latemar, que es reflecteix a les seves aigües cristal·lines.

## Característiques

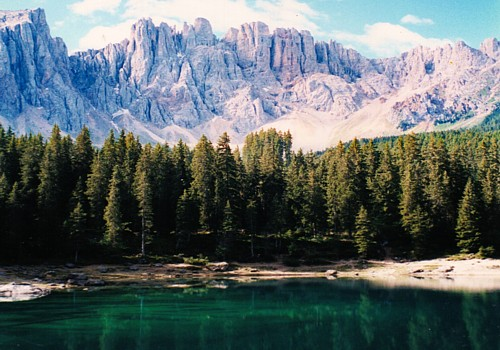
Vista sobre el llac

El llac és conegut pels seus colors brillants i és anomenat en ladí, per a aquesta raó, « Lec de Ergobando » (o « arcoboàn »), és a dir « arc de Sant Martí ». Segons la guia del Touring Club Italiano, el nom del llac prové de les Caricàcies, una família de plantes de fulles lobulades amples.
El llac no té afluents visibles i és alimentat per fonts subterrànies. La seva extensió i la seva profunditat varien en funció de la temporada i de les condicions meteorològiques: el nivell més elevat normalment arriba al final de la primavera quan es fonen les neus. Durant aquest període, arriba a una longitud de 287 m i una amplada de 137 m, mentre que el punt més profund és d'aproximadament 17 m. L'excés d'aigua s'aboca al rierol que flueix a l'oest del llac. En el transcurs dels mesos següents, el nivell de l'aigua baixa i al final del mes d'octubre, el llac arriba al seu nivell més baix, amb una profunditat màxima de només 6 m. A l'hivern, el llac habitualment es congela. La temperatura màxima de l'aigua (13 °C) és registrada a l'agost. La truita alpina viu a les seves aigües. La avet roig és molt comú als boscos circumdants.
El llac és avui l'una de les destinacions turístiques clàssiques del Trentino - Tirol del Sud. Durant l'estació hivernal, és igualment freqüentat per submarinistes, que realitzen les seves preses sota l'aigua sota una espessa capa de gel i graven documentals amb el joc de colors de les aigües subterrànies. El petit llac de muntanya és conegut per a les seves aigües tranquil·les, de color verd fosc i per al panorama de muntanya amb el grup del Catinaccio i del Latemar en segon pla.
És accessible per la carretera nacional 241 (carretera nacional de la vall d'Ega). La carretera, molt freqüentada sobretot a l'estiu, travessa el coll de Costalunga, situat a prop del llac, porta a Vigo di Fassa, on agafa la carretera nacional de les Dolomites.
El 30 d'octubre de 2018, la regió va ser copejada per ràfegues de vent de més de 120 km/h, la qual cosa va suposar l'enderrocament de vastes extensions dels boscos circumdants, modificant considerablement el paisatge. S'estima que caldran potser decennis per tornar a la situació anterior.

## Llegendes

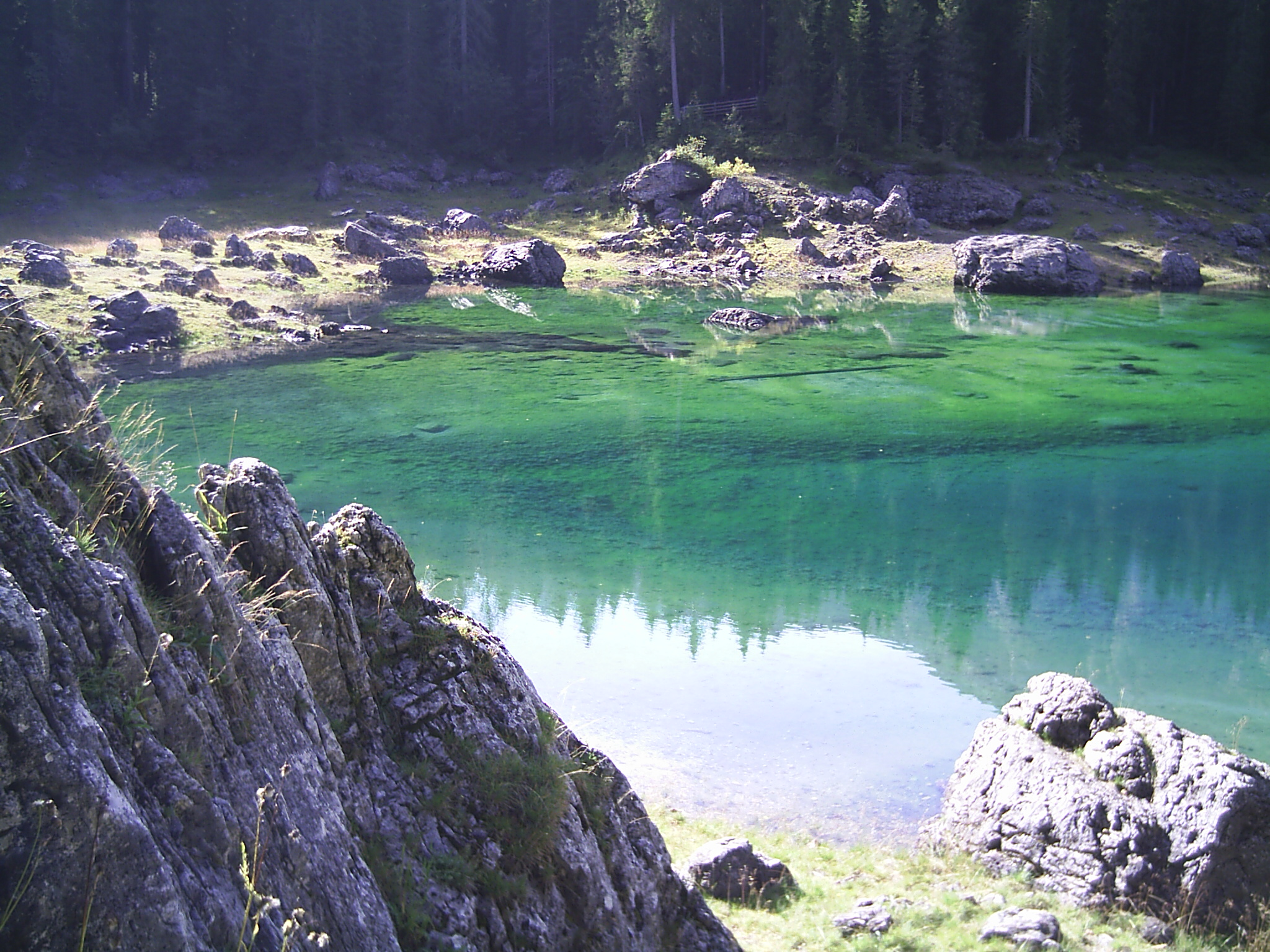
Vista del llac des de la riba

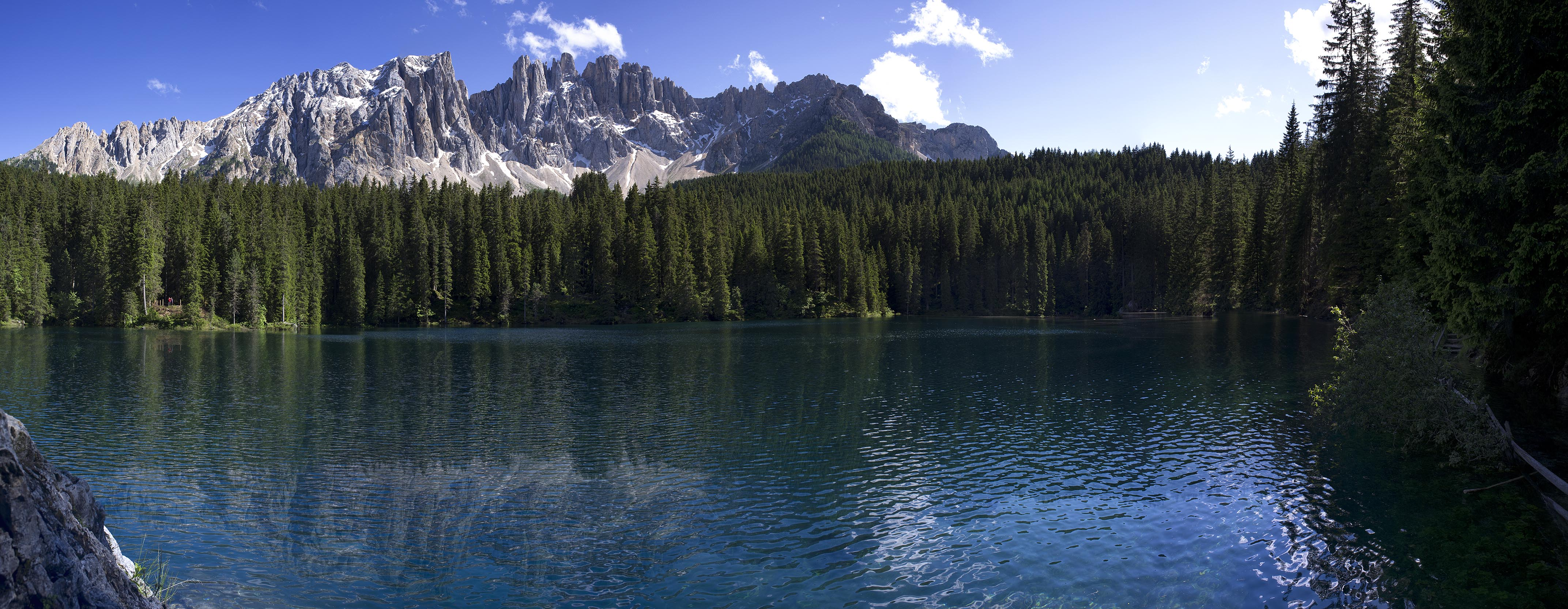
Vista del llac

L'aspecte espectacular del llac ha suscitat sempre admiració. Moltes llegendes del Tirol del Sud s'apleguen al seu voltant i molts escriptors i poetes n'han fet el motiu d'inspiració de les seves pintures i de les seves històries que deriven de la llegenda de la bonica Ondina, nimfa que vivia a les aigües. El bruixot del Latemar s'havia enamorat d'ella i havia intentat repetidament segrestar-la. Un dia, recomanat per la Stria del Masarè, va fer aparèixer un bonic arc de Sant Martí a sobre del llac Carezza per tal d'atreure la nimfa. Quan aquesta última va sortir de l'aigua, va veure el bruixot i va fugir morta de por. Llavors el mag, amb gran furor, va agafar l'arc de Sant Martí i el va tirar en mil mossos al llac. Des d'aquell dia, tots els colors de l'arc de Sant Martí es reflecteixen a les aigües del llac Carezza. Una estàtua en bronze representant Ondina ha estat posada al llac.